# Helina isolata
Helina isolata este o specie de muște din genul Helina, familia Muscidae, descrisă de Malloch în anul 1929. Conform Catalogue of Life specia Helina isolata nu are subspecii cunoscute.